# فرقة الغرباء (سوريا)
فرقة الغرباء أو الكتيبة الفرنسية هي جماعة جهادية نشطة تتحالف مع تنظيم القاعدة يقع مقرها في مناطق سيطرة المعارضة في محافظة إدلب شمال غرب سوريا. تتكون المجموعة في الغالب من مقاتلين أجانب من أوروبا والعديد منهم، بمن فيهم زعيم المجموعة، ينحدرون من فرنسا وبلجيكا. يُعتقد أيضا أن الجماعة أقسمت على الولاء للقاعدة.

## الخلفية
تأسست المجموعة على يد عمر ديابي وهو فرنسي من أصول سنغالية، الذي جنّد مقاتلين أجانب للقتال في سوريا وانضم العديد منهم لاحقًا إما إلى تنظيم الدولة الإسلامية في العراق والشام أو جبهة النصرة وكان كلاهما فرعين لتنظيم القاعدة في سوريا في ذلك الوقت.

### القيادة
تشكلت المجموعة المكونة من 80 إلى 100 مقاتل في محافظة اللاذقية السورية بعد دخول ديابي سوريا من تركيا. وبحسب ما ورد كان معظم المقاتلين من فرنسا.
تصاعدت التوترات بين تنظيم الدولة الإسلامية وجبهة النصرة في أوائل عام 2014. اختار ديابي البقاء على الحياد في النزاع حتى يتم توفير المزيد من التفاصيل، وقال إنه لن يتحالف مع أي منهما بسبب تقارير عن انتهاكات ضد المدنيين من قبل كل من تنظيم الدولة الإسلامية والنصرة.
ومع ذلك، كان يُعتقد أن الجماعة نفسها كانت، في وقت ما، جزءً من جبهة النصرة، وقد انتقد ديابي تنظيم الدولة الإسلامية ووصف الجماعة بأنها رجعية، معتقدًا أن الجماعة تتكون فقط من شباب غير مدربين وجاهلين يفتقرون إلى التعليم الديني ومنحرفة، بينما ينظر إلى القاعدة على أنها أكثر تعقيدًا وأبحاثًا.
كما انتقد استخدام تنظيم الدولة للصور المصورة في مقاطع فيديو قائلًا إنها تحرض على الغضب فقط، لكنه برر هجمات التنظيم في باريس في نوفمبر 2015، قائلًا إنها مبررة بناءً على آية قرآنية ردًا على العمليات العسكرية الفرنسية. يُعتقد أيضًا أن الجماعة فقدت العديد من أعضائها في الانشقاقات التي تمت لتنظيم الدولة الإسلامية.
كان للتنظيم وقائده توترات مع هيئة تحرير الشام بشأن سياسات الهيئة واستهدافها لفرقة الغرباء وقيادتها، وهو ما تزعم فرقة الغرباء وأنصارها أنه يتم وفقًا للمصالح التركية.

## التاريخ
في منتصف عام 2015، أشيع أن ديابي قُتل لكنه ظهر لاحقًا في أوائل عام 2016.
في عام 2017، ومع خسارة العديد من أعضائها الأصليين بسبب الانشقاقات إلى تنظيم الدولة الإسلامية. وَرد أن الجماعة شهدت زيادة في العضوية من المنشقين عن تنظيم الدولة بعد تراجع المجموعة في المنطقة.

### توترات مع هيئة تحرير الشام
في عام 2018، اندلعت توترات بين هيئة هيئة تحرير الشام، المؤلفة من جبهة النصرة، خليفة فتح الشام، وفرقة الغرباء على مصير ابنة أحد مقاتلي الفرقة. كان المقاتل قد صرح بأنه في حالة قتله في معركة، فإنه يرغب في بقاء ابنته في سوريا تحت وصاية ديابي وعدم إعادتها إلى زوجته المطلقة في بلجيكا. زعمت هيئة تحرير الشام أن ديابي كان يبتز والدة ابنة المقاتل، زوجته المطلقة من خلال منع ابنته من العودة إلى أوروبا، كما زعمت هيئة تحرير الشام أن ديابي اختطفها وعرضت القضية على محكمة شرعية تابعة لهيئة تحرير الشام.
وبحسب ما ورد حكمت المحكمة لهيئة تحرير الشام، كما زعمت هيئة تحرير الشام أن ديابي انتهك أحكام المحكمة من خلال الإفصاح عن معلومات حول القضية قبل انتهائها ورفضه تسليم الابنة لهيئة تحرير الشام، التي كانت تنسق مع المخابرات البلجيكية والتركية مع هيئة تحرير الشام للتفاوض على عودتها إلى والدتها. لكن ديابي زعم أنه حكم غير صحيح لأن بلجيكا ليست دولة إسلامية، وأن الفتاة يجب أن تربى في دولة إسلامية.
في مايو 2018، اعتقلت هيئة تحرير الشام ديابي، لكن أفرجت عنه لاحقًا في أغسطس 2018. وبعد إطلاق سراحه، أصدرت فرقة الغرباء بيانًا قلل من التوترات مع هيئة تحرير الشام ولم يكشف عن أي معلومات حول القضية، لكن ديابي ما زال يرفض الإفراج عن الابنة لهيئة تحرير الشام واعتقل مرة أخرى في أواخر أكتوبر.
في نوفمبر 2018، تواصلت التوترات بشأن احتجاز ابنة المقاتل بين هيئة تحرير الشام وفرقة الغرباء، حيث اعتقلت هيئة تحرير الشام عدة مقاتلين من فرقة الغرباء في مقر الجماعة، وصدت عدة مقاتلين من فرقة الغرباء ضد هيئة تحرير الشام لكن تم تطويقهم واعتقالهم. وأثناء الغارة، جاء مقاتلو تنظيم حراس الدين من فرع القاعدة في سوريا لدعم فرقة الغرباء، ثم تم احتجاز الابنة بالقوة لدى هيئة تحرير الشام. أصدر مسؤولون دينيون في هيئة تحرير الشام فتوى تبرر المداهمة وتصف فرقة الغرباء بالخاطفين.
بعد فتوى باحث في هيئة تحرير الشام، أصدر باحث منتسب إلى القاعدة فتوى معارضة لحكم هيئة تحرير الشام وادعى بدلًا من ذلك أنه يجب وضعها في عهدة تنظيم حراس الدين، الذي زعمت هيئة تحرير الشام أنه كان يحمي الخاطفين في فرقة الغرباء. زعم مسؤول آخر في هيئة تحرير الشام أن فرقة الغرباء كانت تبتز فدية للفتاة من والدتها بـ50 ألف يورو لكن الأم لم تستطع تحمل ذلك، ثم أرسلت المال لاحقًا إلى فرقة الغرباء في محاولة لدفع المجموعة إلى إطلاق سراح ابنتها.
وبحلول 24 نوفمبر 2018، اتفقت هيئة تحرير الشام وتنظيم حراس الدين على إطلاق سراح الابنة لوالدتها، وإسقاط هيئة تحرير الشام لتهم الاختطاف الموجهة إلى ديابي، وأن القضاة سيعلنون براءته بسبب الجهل، وأنه فسر إرادة المقاتل خطأً، من خلال المطالبة بالمال من الأم.
تمَّ الإفراج عنه لاحقًا مع نجله بلال، بعد أن فرضت هيئة تحرير الشام شروطا عدة عليه، عرف منها عدم تشكيل أي كيان عسكري في محافظة إدلب.